# ゲンゴロウモドキ属
ゲンゴロウモドキ属（ゲンゴロウモドキぞく、Dytiscus）は、コウチュウ目オサムシ亜目ゲンゴロウ科ゲンゴロウ亜科を分類する属のうちの1属である。

## 特徴
体型は卵型か楕円形で、一般にオスの方がメスよりかなり大型である。背面は緑色を帯びた黒色で、オス個体の場合は通常滑らかで光沢があるがメスは点刻があり光沢を欠く。頭頂部には黄褐色 - 赤褐色の斑紋（前頭部のV字模様）があり頭楯・上唇は黄褐色で、前胸背板は周縁または外縁に沿い幅広い黄紋の縁取りがある。上翅は外縁に沿い幅広い黄色の縁取りがあり、オスでは3条の点刻列・メスは通常10条前後の深い縦溝がある。オスの前跗節第1 - 3節は円形で後脚は細長く、末端に2個の多少湾曲した爪がある。
大型種を含むグループで旧北区・新北区に広く分布する。ヨーロッパ・アジア・北アメリカのほか南はグアテマラまで分布し、2016年時点で26種類に分類されている。ヨーロッパに分布する最大種オウサマゲンゴロウモドキ（Dytiscus latissimus〈Linnaeus, 1758〉）は体長44ミリメートルに達し、現存するゲンゴロウ類としては世界最大種である。交尾の際にはオスが分泌物によりメスの尾端に白色の交尾栓を形成するが、交尾栓はメスが自ら後脚で外すためメスは複数回の交尾が可能となる。

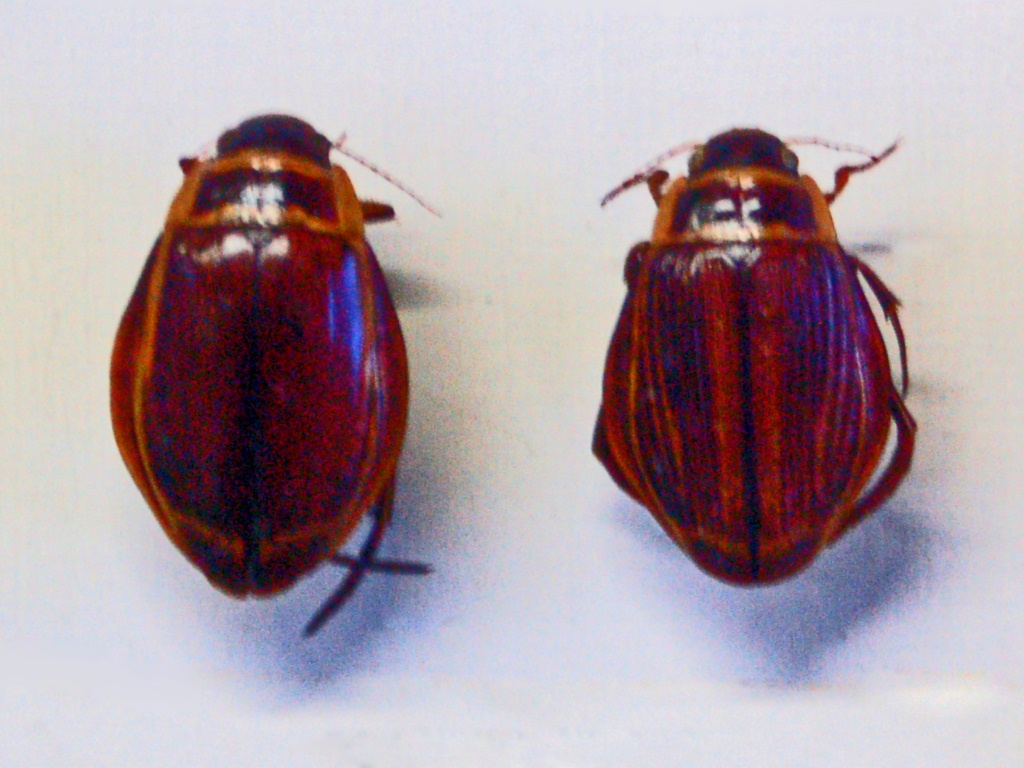
ゲンゴロウモドキ属およびゲンゴロウ類の最大種オウサマゲンゴロウモドキ

日本には亜寒帯（冷帯）のシベリア方面から進出してきた北方種群の種で、日本列島には東南アジアなど亜熱帯・熱帯地方由来の南方種群であるゲンゴロウなどゲンゴロウ属も生息しているため、北方・南方の両種群が混在する地域となっている。北海道などではゲンゴロウモドキ属の種（ゲンゴロウモドキ・エゾゲンゴロウモドキ）とゲンゴロウが同じ池に生息していることもある。ゲンゴロウ属と比較すると本属は脚が長く泳ぎはやや鈍い一方、長い脚を器用に利用して小型魚類・両生類の幼生（オタマジャクシ）・水中の小動物などを捕食し、時には自分の体より大きなカエル・イモリをも捕食する。本属は北方系の種群であるため、冬季は活動こそ鈍るものの0℃近い水温でも交尾・摂食行動を取る場合があり、明らかな冬眠状態になることはない。
都築裕一らは「エゾゲンゴロウモドキの生息地を調査したところサンショウウオの幼生・ヨコエビ・等脚類のミズムシが多くみられた一方でそれら以外の生き物はいなかったため、エゾゲンゴロウモドキはそれらの小動物を主な餌にしているようだ」と推測している。

## 分類
日本には次の3種が分布する。

### ゲンゴロウモドキ
ゲンゴロウモドキ D. dauricus Geblar, 1832は日本国内では北海道・本州（青森県）に分布するほか、海外ではサハリン・ウスリー・シベリア東部 - 北アメリカ大陸北部と広範囲に分布する。主に水質が良好な平地 - 高地の池沼・湿原に生息するが、時には汚染された水域・林道にできた水たまりのような不安定な水域で得られる場合もある。
標準和名は「ゲンゴロウモドキ」ではあるが、ゲンゴロウ（通称ナミゲンゴロウ）を含むゲンゴロウ属と同じくゲンゴロウ科ゲンゴロウ亜科に分類され、『水生昆虫観察図鑑』（2014年・森文俊ら、ピーシーズ）においては「ゲンゴロウと見た目が似ていることからこの和名がつけられたのだろう」と推測されている。同属の他種と区別するため「タダゲンゴロウモドキ」、略して「タダゲンモ」の俗称で呼ばれる場合がある。
体長30 - 36ミリメートル（mm）で、体型は次種（エゾゲンゴロウモドキ）より細長い長卵形である。背面はわずかに緑色を帯びた黒褐色だが頭楯・上唇・触角・口枝・前胸背板および上翅両側側縁部は黄色 - 淡い黄褐色で、前胸背周縁の黄色部の幅は次種より狭い。前頭中央V字紋は赤褐色で前頭中央後方には暗赤色の三角形の紋があり、前頭両側の黄色部内側には点刻のある浅い凹みがあり、上唇前縁は多少湾入する。
前胸背板は前縁付近・後縁一部に粗い不規則な点刻列があり、オスでは光沢があるが、メスではオスより細かい点刻列があるため光沢はないか鈍い。オスの上翅は光沢があり、それぞれ2条の点刻列を持つほか後方に粗い点刻が散らばる。メスの上翅には「やや光沢は鈍いがオスの上翅と判別不能な個体（オス型のメス）」と「オスより強い点刻があり上翅にそれぞれ前部の約3分の2に及ぶ10条の深い縦溝がある個体（縦溝型のメス）」の2タイプに区別され、次々種（シャープゲンゴロウモドキ）のように連続的に変化することはない。森正人・北山昭の『図説 日本のゲンゴロウ』（1993年初版・文一総合出版）では「オス型・縦溝型の比率は地域によって異なり、旭川市周辺ではほとんどが縦溝型のメスだが札幌市周辺・苫小牧市などではオス型の比率が高くなる」と解説されている。
腹面は黄褐色で光沢が強く、後胸部は前方を除き黒褐色で後基節後縁・長く伸び先端部が鋭くとがる後基節突起の周縁・および腹部各節前縁部は黒褐色の紋が広がる。この腹面の黒褐色（暗褐色）部位の有無でエゾゲンゴロウモドキと区別することができる。脚は黄褐色で中・後脚の脛節・跗節（フ節）には雌雄ともに長い遊泳毛を持ち、オスの前・中跗節は基方3節が広がり吸盤を形成する。
北海道の道北・道東では普通種で、札幌市近郊にも分布している。一方で本州における従来の記録は青森県で1例記録されたのみだったが、その後再確認されている。本種は主に平地 - 高地にかけて生息するため主に山間部に生息するエゾゲンゴロウモドキと棲み分けているが、両種が混生する場所もある。
後述のエゾゲンゴロウモドキよりさらに北方系の種であることから夏の暑さに弱く、採卵・幼虫育成を含めた飼育は他のゲンゴロウモドキ属と比較してやや難しいため『水生昆虫観察図鑑』では「目的なくむやみに飼育すべきではない」と解説されている。同書によれば「飼育下における成虫寿命は1年半 - 2年程度（最長2年半程度）で同属他種より短命の傾向だった」が、夏季に冷水器による水温管理（20℃ - 25℃程度）を行うと2年半 - 3年程度生きることが判明している。

### エゾゲンゴロウモドキ
D. marginalis Linnaeus, 1758 は旧北区の寒帯・温帯（アイルランド以西）にかけて広域に分布する。同種には基亜種D. m. marginalis Linnaeus, 1758と亜種D. m. czerskii Zaitzev, 1953の2亜種が知られており、前者は旧北区の西部・中部に、後者は旧北区東部に分布する。
エゾゲンゴロウモドキ（キタゲンゴロウモドキ） D. m. czerskii Zaitzev, 1953はD. marginalis のうち極東付近に分布する1亜種で、ゲンゴロウモドキと酷似しているが腹面は黒褐色紋がなく、全体が光沢を帯びた黄褐色であるため容易に判別できる。本種は従来独立種D. czerskii とされていたが、Roughley(Wehncke, 1990)によりD. marginalisの亜種として整理されたほか、東北地方からキタゲンゴロウモドキD. delictus Zaitzev, 1906として知られていた種は本種に該当することが判明した。平地 - 高地に好んで生息するゲンゴロウモドキとは異なり山間部を好み、主として冷涼な山間部にある水質が比較的良好な池沼などに生息する。

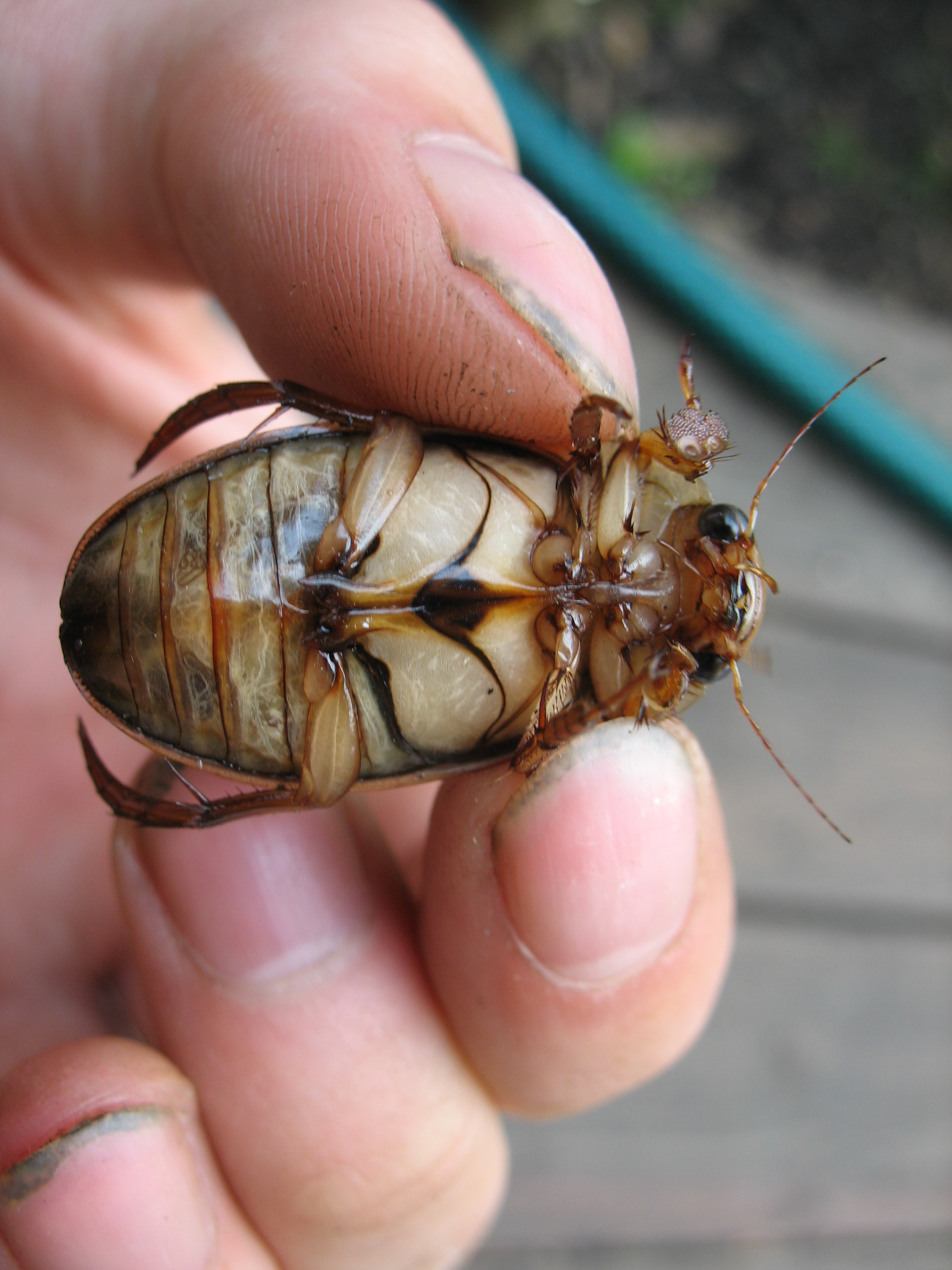
裏面から見たD. m. marginalisの成虫個体

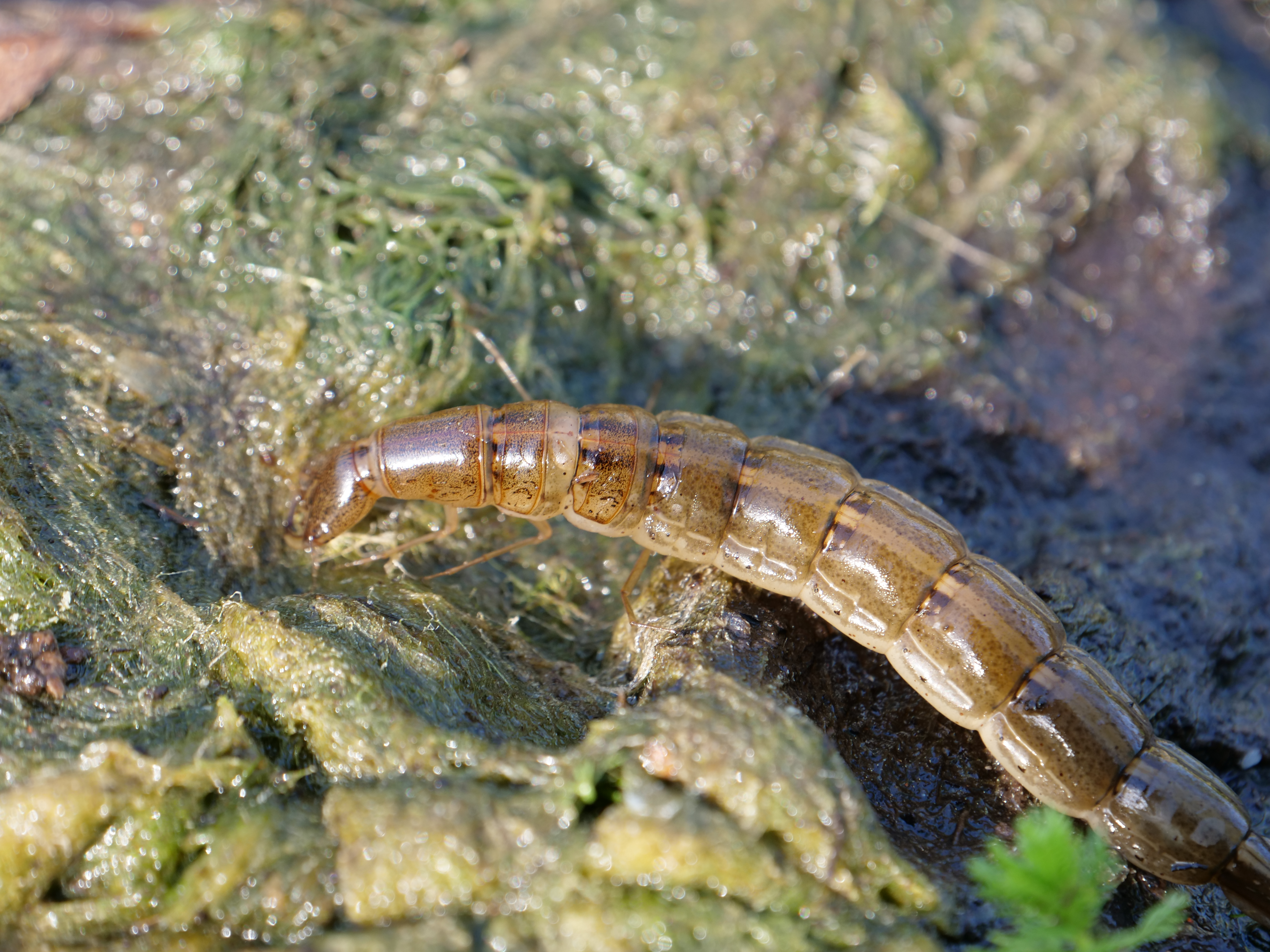
ドイツ・ベルリン近郊Teufelsbruch産のD. m. marginalis幼虫

日本国内においては北海道（道南 - 道東）・本州の東北地方・栃木県・長野県（未発表）・新潟県に分布する。分布の南限は栃木県日光市の中禅寺湖（1884年）・湖畔の千手ヶ浜（1990年）で、東北地方では青森県・岩手県・秋田県・山形県・宮城県で記録されていた一方で福島県からは長らく記録がなかったが、2008年に新たに福島県内でも記録された。また2010年6月には粕谷伸孝によるライトトラップ採集で新たに新潟県南魚沼市内にて本種が採集・記録され、その後も2017年10月に高野雄一が同県中越地方山間部の池で本種を採集しその記録を公表している。
体型は長卵形で体長31 - 36ミリメートル。背面はわずかに緑色を帯びた黒褐色で頭楯・上唇・触角・口枝および前胸背板・上翅両側側縁部は黄色 - 淡い黄褐色である。前頭中央V字紋・両眼内縁は赤褐色で、前頭両側の黄色部内側には点刻を有する浅い凹みがあり、上唇前縁は多少とも湾入する。
前胸背板は前縁付近・後縁の一部にそれぞれ不規則で粗い点刻列を持ち、オスでは光沢があるが、メスでは細かい点刻列があり光沢がない。オスの上翅は光沢がありそれぞれ点刻列2条・後方の粗い点刻を有する。メスの上翅はオスより強い点刻があり、それぞれ10条の深い縦溝（上翅前約3分の2におよぶ）を持つが個体差があり、縦溝のないメス個体の存在も報告されている。
腹面は黄褐色で光沢が強いが、後胸腹板内方・後基節後縁・後基節突起の周縁、腹部第4・5節の前縁部は黒褐色となる。脚は黄褐色で雌雄ともに中・後脚の脛節および跗節には長い遊泳毛を持つほかオスの前・中跗節は基方3節が広がり吸盤を形成する。北海道産・本州産では外部形態による区別は困難だが、オス交尾器中央片に若干の違いがある。
湧き水のある水たまりなどにも生息するが産地は局所的で個体数も少なく、2018年現在は絶滅危惧II類 (VU)（環境省レッドリスト）に指定されている。アクアマリンいなわしろカワセミ水族館（福島県耶麻郡猪苗代町）では年間通して12℃ - 13℃前後の山水を利用して本種の累代繁殖に取り組んでいる。前種と比較すると飼育しやすい種だが夏季の高水温・水質悪化にやや弱いため低水温を維持する飼育環境・設備が必要となる。本州の屋外で飼育すると2月中旬 - 6月中旬ごろまでメス成虫1頭あたり100個以上産卵し、4月 - 5月に産卵のピークを迎える。
成虫・幼虫とも小魚を捕食するほか、カの幼虫（ボウフラ）など小型の水生無脊椎動物も食べる。成虫は発達した下翅で飛翔して生息地を移動するが、1回の飛翔につき秒速約2.5メートルで3時間以上飛び続けることができる。卵はゲンゴロウと異なり高水温に弱いため、発育途中で腐敗して孵化しないことが多く、飼育時は産卵期に水温を20℃以下の低水温に保つことが重要となる。孵化後の幼虫飼育は容易で、幼虫は等脚類のミズムシ・オタマジャクシ・サンショウウオの幼生などを捕食して成長する。『水生昆虫観察図鑑』では「非常に美しい種類。水深のかなり深い場所でも生活しているためか、浅い水深を好むシャープゲンゴロウモドキより泳ぎが上手な印象を受ける」と解説されている。

### シャープゲンゴロウモドキ
シャープゲンゴロウモドキ D. sharpiは日本の本州にのみ生息する日本固有種とされる。2018年現在は絶滅危惧IA類 (CR)（環境省レッドリスト）に指定されており、2011年4月1日以降は絶滅のおそれのある野生動植物の種の保存に関する法律（種の保存法）により国内希少野生動植物種指定を受け捕獲・採取・譲渡（販売・譲渡など）が原則禁止されている。

## 飼育
ゲンゴロウモドキ・エゾゲンゴロウモドキとも基本的な飼育方法はゲンゴロウとほぼ同一で、成虫は比較的高水温にも耐えるが、北方系の種である故に夏季は冷水器を用いるなどして低水温（20℃ - 25℃程度）を維持することが望まれる。冷水器などが用意できない場合でも直射日光が当たらない冷涼な場所でなるべく低い位置に飼育容器を設置すると水温上昇が抑えられる。その反面冬季の加温はまったく必要なく、むしろ加温するとうまく繁殖できない場合があるほどであるが、飼育水が凍結しないように注意しつつ管理・餌を与えるなどの世話を行うことが必要となる。
また泳ぎはゲンゴロウほど上手くなく昼間は水中でじっとしていることが多いため、水深をゲンゴロウよりやや浅くするか、水槽（飼育容器）内に足場となる水草・流木などを多めに入れることが推奨される。特にゲンゴロウモドキはエゾゲンゴロウモドキよりさらに泳ぎが鈍く浅い水域を好むため、エゾゲンゴロウモドキよりさらに浅い水深にした上で多くの足場を入れることが望ましい。
餌はゲンゴロウなどほかのゲンゴロウ類のように煮干し・赤身魚の刺身、昆虫類（イトトンボのヤゴ・コオロギなど）などを与えれば十分に飼育できるが、メダカ・小さな金魚などの生き餌も積極的に捕食する。
シャープゲンゴロウモドキはゲンゴロウと同等程度の水質で飼育できるが、ゲンゴロウモドキ・エゾゲンゴロウモドキはより水質に敏感であるため水換え・濾過などにより常に飼育水質を良好・清潔に保つ必要がある。